# Liczmen
Liczmen, liczman – osoba, która zajmuje się w porcie liczeniem przeładowywanych towarów.